# Eleição municipal de Itapetininga em 2016
A eleição municipal de Itapetininga em 2016 foi o 17.º pleito eleitoral realizado na história do município. Ocorreu oficialmente em 2 de outubro e foi disputada em turno único, dado que Itapetininga por não ter 200 000 eleitores registrados e aptos ao voto, não atende ao critério eleitoral definido pelo inciso II do artigo nº 29 da Constituição Federal para a realização de um 2.º turno caso nenhum dos candidatos à prefeito alcance maioria absoluta dos votos. Neste caso, o(a) vencedor(a) é escolhido por maioria simples.
Neste pleito eleitoral, 107 007 eleitores registrados em Itapetininga estiveram aptos a votar para eleger 1 prefeito, 1 vice-prefeito e 19 vereadores para a Câmara Municipal, o que correspondia a 68,15% da população. Destes, 51% eram mulheres, 11% pertencia a faixa etária de 30 a 34 anos e 31% não havia completado o Ensino Fundamental.

## Cenário pré-eleitoral

### Simone Marquetto
Presidente do PMDB de Itapetininga desde 2015, a jornalista e relações públicas Simone Marquetto candidatou-se pela primeira vez a cargo político nas Eleições Municipais de 2016 através da coligação "Itapetininga em Boas Mãos". Inicialmente candidata a vice-prefeita com Ércio Giriboni, assumiu o cargo após a renúncia da candidatura deste.
Simone já havia atuado como Secretária de Comunicação da Câmara de Sorocaba (SP).

### Hiram Jr.
Com a morte do então prefeito eleito Luís Di Fiori (PSDB) no dia 14 de novembro de 2015 devido a complicações de um câncer no pâncreas, Hiram Ayres Monteiro Jr. (DEM) assumiu o cargo. Após alguns dias, porém, foi citado em um processo de desvio de dinheiro público no Hospital Regional de Itapetininga  da época em que era vereador na cidade de Itapetininga. Segundo o prefeito, tal denúncia foi feita de maneira a denegrir a sua imagem.
Com as eleições municipais de 2016, Hiram se candidatou à reeleição através da coligação "Itapetininga Não Pode Parar", tendo sua candidatura cassada a apenas alguns dias das votações. Acusado de abuso de poder político, o prefeito teria utilizado a função pública em seu próprio benefício ao reduzir a tarifa dos ônibus municipais de R$3,00 para R$2,50 durante a campanha eleitoral. Além da cassação, foi também aplicada ao candidato a pena de inelegibilidade por oito anos. 
O candidato recebeu 24.077 votos, correspondendo a 32,71% e sendo assim o segundo mais votado das eleições. Estes, porém, foram invalidados devido a sua condição de inelegibilidade.

### Vitor Oliveira
O candidato do PSOL já havia concorrido às Eleições Municipais de 2012 quando tinha 22 anos, tornando-se assim o candidato a prefeito mais jovem da história das eleições locais. Candidatou-se também ao cargo de Deputado Federal pelo mesmo partido em 2014. Integrante do movimento estudantil Domínio Público, defendia o passe público estudantil.

### Chico
O candidato do PT foi fundador da Federação dos Bancários da CUT São Pauto (FETEC-SP), além de ter auxiliado na fundação da COOPERITA de Itapetininga e da COLAF em Sarapuí. É também um dos fundadores da Associação dos Moradores do Bairro Portal da Figueira.

## Candidaturas oficiais
| Candidaturas deferidas pelo TSE para a disputa eleitoral | Candidaturas deferidas pelo TSE para a disputa eleitoral | Candidaturas deferidas pelo TSE para a disputa eleitoral | Candidaturas deferidas pelo TSE para a disputa eleitoral | Candidaturas deferidas pelo TSE para a disputa eleitoral | Candidaturas deferidas pelo TSE para a disputa eleitoral | Candidaturas deferidas pelo TSE para a disputa eleitoral                                                          | Candidaturas deferidas pelo TSE para a disputa eleitoral |
| N.º                                                      | N.º                                                      | Candidato(a) a prefeito(a)                               | Candidato(a) a prefeito(a)                               | Candidato(a) a vice-prefeito(a)                          | Candidato(a) a vice-prefeito(a)                          | Coligação | Situação                                                 |
| -------------------------------------------------------- | -------------------------------------------------------- | -------------------------------------------------------- | -------------------------------------------------------- | -------------------------------------------------------- | -------------------------------------------------------- | --- | -------------------------------------------------------- |
|                                                          | 13                                                       |                                                          | Chico (PT)                                               |                                                          | Professora Patrícia Plens (PT)                           | partido isolado                                                                                                   | Não eleito                                               |
|                                                          | 15                                                       |                                                          | Simone Marquetto (PMDB)                                  |                                                          | Coronel Pintor (PDT)                                     | Itapetininga em Boas Mãos PMDB / PDT / PP / PPS / PTB / PSDB / REDE / PRTB / PPL / PRP / PSC / PCdoB              | Eleito                                                   |
|                                                          | 25                                                       |                                                          | Hiram Jr. (DEM)                                          |                                                          | Dr.ª Maria Lúcia (PSB)                                   | Itapetininga não pode parar DEM / PSB / PRB / PSL / PTN / PMN / PR / PMB / PTC / PEN / PSD / Solidariedade / PROS | Não eleito                                               |
|                                                          | 50                                                       |                                                          | Vitor Oliveira (PSOL)                                    |                                                          | Vinícius Válio (PSOL)                                    | partido isolado                                                                                                   | Não eleito                                               |

## Campanha eleitoral
Durante a campanha eleitoral, Simone Marquetto alegou preocupação com as áreas de saúde, administração do serviço público, segurança e emprego. Suas principais propostas seriam melhorar a gestão de recursos, reativar as câmeras de segurança existentes e aumentar o seu número, ampliar o horário de atendimento dos Postos de Atendimento, efetivar o funcionamento da UPA (Unidade de Pronto Atendimento), dar apoio ao empreendedor, melhorar a infraestrutura de modo a atrair empresas e incentivar as indústrias que agregam valor à produção agrícola. Após o pedido de cassação da candidatura de seu principal concorrente, Hiram Jr., a candidata do PMDB buscou enfatizar tal situação em sua campanha, como pôde ser notado no debate ocorrido na TV TEM, filial da TV Globo em Itapetininga. Na ocasião, Simone falou que ter um candidato cassado com recurso causava insegurança política, referindo-se claramente ao candidato do DEM.
Já Hiram Jr (DEM) buscou enfatizar as mudanças ocorridas em Itapetininga durante o seu mandato enquanto prefeito, ressaltando o pouco tempo em que permaneceu no cargo em comparação às melhorias na cidade, como a recuperação de ruas, melhoria na saúde e sua modernização.
O candidato Chico (PT) ressaltou a construção de um governo popular e democrático, priorizando o investimento em saúde, transporte, educação e emprego. Buscou ainda enfatizar a crise econômica vivida no país, reduzindo assim o orçamento e as possibilidades de investimento.
O candidato Vitor Oliveira (PSOL) não participou do debate organizado pela TV TEM por não atender ao requisito de representatividade. Segundo entrevistas divulgadas, suas principais propostas eram a criação de um plano de carreira e aumento de salário para os professores, melhorias no transporte público, incentivo à agricultura familiar e combate ao uso de agrotóxicos, investimento em saúde e apoio às práticas esportivas na cidade.

## Pesquisa eleitoral
Em pesquisa do Instituto Erica Regina Análise e Pesquisa, Simone Marquetto (PMDB) apresentava 41% das intenções de voto contra 30% do candidato Hiram Jr (DEM), 9% de Vitor Oliveira (PSOL) e 2% de Chico (PT), além de 18% representado pelos indecisos. Aplicada nos dias 24 e 25 de setembro de 2016, a pesquisa ouviu 500 pessoas e contou com margem de erro de 3,6% e com intervalo de confiança de 95%.
| Data de realização          | Data de divulgação     | Instituto                            | Número de registro no TSE | Contratante                          | Entrevistados | Margem de erro | Candidatos              | Candidatos      | Candidatos            | Candidatos | Não sabe/ Não respondeu |
| Data de realização          | Data de divulgação     | Instituto                            | Número de registro no TSE | Contratante                          | Entrevistados | Margem de erro | Simone Marquetto (PMDB) | Hiram Jr. (DEM) | Vitor Oliveira (PSOL) | Chico (PT) | Não sabe/ Não respondeu |
| --------------------------- | ---------------------- | ------------------------------------ | ------------------------- | ------------------------------------ | ------------- | -------------- | ----------------------- | --------------- | --------------------- | ---------- | ----------------------- |
| 24 e 25 de setembro de 2016 | 28 de setembro de 2016 | Erica Regina Análise & Pesquisa LTDA | SP-03831/2016             | Erica Regina Análise & Pesquisa LTDA | 500           | 3,6%           | 41%                     | 30%             | 9%                    | 2%         | 18%                     |

## Resultados eleitorais

### Prefeito(a) eleito(a)
Em 2 de outubro de 2016, Simone Marquetto foi eleita com 54,82% dos votos válidos, segundo dados do TSE. Com a cassação da candidatura de Hiram Jr e invalidação dos votos por ele recebidos, a porcentagem da candidata em relação ao total de votos válidos foi alterada para 81,47%, tornando-se a primeira mulher a ser democraticamente eleita para chefiar o Poder Executivo municipal na história do município.
| Candidatos a prefeito(a)   | Candidatos a prefeito(a) | Candidatos a vice-prefeito(a)  | Votação         | Votação          |
| Candidatos a prefeito(a)   | Candidatos a prefeito(a) | Candidatos a vice-prefeito(a)  | Total           | Porcentagem      |
| -------------------------- | ------------------------ | ------------------------------ | --------------- | ---------------- |
|                            | Simone Marquetto (PMDB)  | Coronel Pintor (PDT)           | 40 360          | 54,82% (81,47%)  |
|                            | Hiram Jr. (DEM)          | Dr.ª Maria Lúcia (PSB)         | 24 077          | 32,71% (cassado) |
|                            | Vitor Oliveira (PSOL)    | Vinícius Válio (PSOL)          | 8 121           | 11,03% (16,39%)  |
|                            | Chico (PT)               | Professora Patrícia Plens (PT) | 1 060           | 1,44% (2,14%)    |
| Total de votos válidos     | Total de votos válidos   | Total de votos válidos         | 73 618          | 73 618           |
| Votos apurados             |                          |                                |                 |                  |
| Votos válidos              | Votos válidos            | Votos válidos                  | 73 618 (49 541) | 87,96% (59,19%)  |
| Votos em branco            | Votos em branco          | Votos em branco                | 3 129           | 3,74%            |
| Votos nulos                | Votos nulos              | Votos nulos                    | 6 946 (31 023)  | 8,30% (37,07%)   |
| Total de votos apurados    | Total de votos apurados  | Total de votos apurados        | 83 693          | 83 693           |
| Participação do eleitorado |                          |                                |                 |                  |
| Comparecimentos            | Comparecimentos          | Comparecimentos                | 83 693          | 78,21%           |
| Abstenções                 | Abstenções               | Abstenções                     | 23 314          | 21,79%           |
| Total de eleitores aptos   | Total de eleitores aptos | Total de eleitores aptos       | 107 007         | 107 007          |
| Fonte: g1                  |                          |                                |                 |                  |

### Vereadores eleitos
No sistema proporcional, pelo qual são eleitos os vereadores, o voto dado a um candidato é primeiro considerado para o partido ao qual ele é filiado. O total de votos de um partido é que define quantas cadeiras ele terá. Definidas as cadeiras, os candidatos mais votados do partido são chamados a ocupá-las. Abaixo encontra-se a lista dos candidatos a vereador eleitos, reeleitos e os que ficaram como suplentes para a 17.ª legislatura, iniciada em 1 de janeiro de 2017 e concluída em 31 de dezembro de 2020.
| Nº    | Nome                     | Partido | Coligação                      | Votos Totais | Porcentagem | Situação           |
| ----- | ------------------------ | ------- | ------------------------------ | ------------ | ----------- | ------------------ |
| 55125 | Miguel Turmeiro          | PSD     | DEM / PSB / PSD                | 2,044        | 2,77%       | Reeleito por QP    |
| 45678 | Delegado Marcus Tadeu    | PSDB    | PPS / PTB / PSDB               | 1,821        | 2,47%       | Reeleito por QP    |
| 90123 | Milton Nery              | PROS    | PMB / SD / PROS                | 1,656        | 2,28%       | Reeleito por QP    |
| 20777 | Bispo André Bueno        | PSC     | PV / PP / PDT / PSC            | 1,510        | 2,08%       | Reeleito por QP    |
| 14000 | Marcos Silvério          | PTB     | PPS / PTB / PSDB               | 1,482        | 2,04%       | Eleito por QP      |
| 15000 | Eduardo Codorna          | PMDB    | PMDB / REDE / PRTB / PRP / PPL | 1,391        | 1,89%       | Eleito por QP      |
| 23456 | Doutor Mario             | PPS     | PPS / PTB / PSDB               | 1,387        | 1,89%       | Eleito por QP      |
| 14677 | Jorge Cândido            | PTB     | PPS / PTB / PSDB               | 1,292        | 1,78%       | Eleito por Média   |
| 15123 | Dudu Franco              | PMDB    | PMDB / REDE / PRTB / PRP / PPL | 1,176        | 1,62%       | Eleito por QP      |
| 77123 | Selminha Freitas         | SD      | PMB / SD / PROS                | 1,105        | 1,52%       | Reeleita por QP    |
| 45555 | João Tigre               | PSDB    | PPS / PTB / PSDB               | 1,054        | 1,45%       | Suplente           |
| 43600 | Denise Franci            | PV      | PV / PP / PDT / PSC            | 1,043        | 1,43%       | Eleita por QP      |
| 17777 | Uan Moreira              | PSL     | PR / PTN / PSL                 | 974          | 1,34%       | Eleito por QP      |
| 18800 | Etson Brun               | REDE    | PMDB / REDE / PRTB / PRP / PPL | 962          | 1,32%       | Reeleito por Média |
| 10444 | Itamar Martins           | PRB     | PRB / PTC                      | 907          | 1,25%       | Reeleito por QP    |
| 17456 | Toninho Marconi          | PSL     | PR / PTN / PSL                 | 896          | 1,23%       | Reeleito por Média |
| 22123 | Davino Policial          | PR      | PR / PTN / PSL                 | 866          | 1,19%       | Suplente           |
| 17757 | José Roberto Veterinário | PSL     | PR / PTN / PSL                 | 864          | 1,19%       | Suplente           |
| 43500 | PH Furlan                | PV      | PV / PP / PDT / PSC            | 827          | 1,14%       | Eleito por Média   |
| 12345 | Geraldo Macedo           | PDT     | PV / PP / PDT / PSC            | 816          | 1,12%       | Suplente           |
| 43777 | Nicoletti                | PV      | PV / PP / PDT / PSC            | 761          | 1,05%       | Suplente           |
| 22333 | Marcondes                | PR      | PR / PTN / PSL                 | 753          | 1,04%       | Suplente           |
| 15555 | Junior Curuçá            | PMDB    | PMDB / REDE / PRTB / PRP / PPL | 747          | 1,03%       | Suplente           |
| 40333 | Sid do Rechan            | PSB     | DEM / PSB / PSD                | 739          | 1,02%       | Reeleito por QP    |
| 33033 | Wall                     | PMN     | partido isolado                | 727          | 1,00%       | Eleito por QP      |
| 43100 | Antonio Marcos Polyceno  | PV      | PV / PP / PDT / PSC            | 721          | 0,99%       | Suplente           |
| 14123 | Maria Barbará            | PTB     | PPS / PTB / PSDB               | 651          | 0,89%       | Suplente           |
| 65789 | Zé da Escola             | PCdoB   | partido isolado                | 648          | 0,89%       | Eleito por QP      |

## Repercussão pós-pleito
Após a sua vitória eleitoral, Simone Marquetto declarou em entrevista ao site G1: “A gente está muito feliz. Independente se os votos foram dos meus eleitores ou não, nós vamos fazer um trabalho com dedicação e com muito compromisso. Estou muito feliz com o resultado. Vou honrar por cada voto. Vamos administrar para todos".
Já durante sua diplomação, a prefeita da cidade prometeu transparência durante o mandato, sendo anunciada a exclusão de três secretarias, reduzindo-as de quatorze para onze, e de sua nova equipe. Segundo Simone, a exclusão das secretarias de Trânsito, Planejamento e Governo ocorreu com o objetivo de reduzir custos. Em 16 de dezembro de 2016, houve a diplomação da prefeita, do vice-prefeito e dos vereadores eleitos pela Justiça Eleitoral. A prefeita Simone Marquetto e o vice-prefeito Coronel Pintor tomaram posse em cerimônia que ocorreu no dia 1 de janeiro de 2017, às 16h, na Câmara Municipal.